# Altaälven
Altaälven (norska: Altaelva, samiska: Álttáeatnu) är en 240 km lång flod i västra Finnmark fylke i Norge. Altaälven är känd för demonstrationerna mot dess utbyggnad 1979–82. 
Älven får sitt vatten från mindre vatten vid finska gränsen via Kautokeinoälven (samiska: Guovdageaineatnu), som byter namn till Altaälven vid Alta kraftverk. Den rinner genom Alta kommun och Sautso, Nordeuropas största kanjon, genom Storelvdalen och Altadalen till Altafjorden. Eibyelva
och Gargiaelva är större biflöden, som rinner ut i Altaälven. 

## Fiske
Floden är känd för sin storvuxna lax och sitt exklusiva fiske, som även erbjuder havsöring, insjööring, fjällröding och harr. I den övre delen finns även ål, gädda och sik.

## Byggande av kraftverksdamm
1968 upprättades planer på att bygga vattenkraftverk och kraftverksdamm i Altaälven och 1974 lämnades en kraftigt reducerad koncession in. Den 30 november 1978 godkändes den av Stortinget med 90 röster mot 36. 1979 började "Folkeaksjonen mot utbygging av Alta-Kautokeinovassdraget" med passivt motstånd mot anläggningsarbetet. Motståndet väckte uppmärksamhet i hela Norge och blev så småningom en landsomfattande organisation. En första civil olydnadsaktion ägde rum den 5 juli 1979, då demonstranter satte sig ner för att hindra arbetsmaskinerna. Detta fortsatte till mitten av oktober, då folk från hela landet rest dit för att deltaga. Den lokala polisen klarade inte att få bort demonstranterna och Norges största polisaktion med 600 poliser var ett faktum. 10% av landets poliskår befann sig i Alta. Även civilförsvaret deltog i aktionen. Det hela utvecklade sig efter hand från att bevara laxen till att handla om samernas rättigheter. Den 24 januari 1982 insåg Folkeaksjonen att slaget var förlorat och aktionerna upphörde. I slutet av februari 1982 fastslog Høyesterett att Stortingets beslut var lagligt och i maj 1987 sattes kraftverket i drift.